# Краєзнавчий музей
Краєзна́вчий музе́й — один із типів музеїв народних музеїв. Музеї цього профілю збирають, зберігають, вивчають і експонують матеріали, що розповідають про природу, економіку, історію і культуру певного краю (області, району, міста, села).
Краєзнавчі музеї експонують матеріальні пам'ятки і свідоцтва, зібрані на порівняно невеликій території, і репрезентують її краєзнавчу спадщину, а також можуть мати доволі широку експозиційну палітру. Тому за змістом експонованих предметів краєзнавчі музеї можуть поєднувати особливості музеїв історичного, меморіального, природничо-наукового, етнографічного й художньо-літературного профілів.
В експозиціях і фондах краєзнавчих музеїв збирають геологічні, ботанічні, зоологічні, палеонтологічні, археологічні, етнографічні та інші колекції, знаряддя праці, вироби місцевих промислів різних історичних періодів, твори мистецтва, літератури, народної творчості тощо.

## Краєзнавчі музеї України
Краєзнавчий музей міста Славутич та Чорнобильської АЕС

### Історія
Попередниками сучасних краєзнавчих музеїв були місцеві музеї, які виникли в Україні наприкінці XIX — на початку XX ст.: Миколаївський (1898), Волинський (в Житомирі, 1902) та ін. Перший міський музей старожитностей заснований в 1825 році в Одесі. Більшу частину його експонатів становили визначні твори мистецтва, які подарували музею міські колекціонери.
На кінець 1960 років в Україні налічувалось 51 краєзнавчий музей, у 1984 році — 56.

### Сучасність
Краєзнавчі музеї України здійснюють значну науково-дослідну роботу, спрямовану на вивчення колекцій, проводять археологічні розкопки і наукові експедиції, видають наукову і науково-популярну літературу. На базі краєзнавчих музеїв відбуваються наукові читання та конференції, матеріали яких публікуються в наукових працях музеїв.
У 2009 році в Україні нараховувалося 223 краєзнавчі музеї, вони становлять найчисленнішу групу серед музеїв України. Практично в кожній області функціонують обласні краєзнавчі музеї. Багато пам'яток матеріальної і духовної культури свого краю зібрано в краєзнавчих музеях Тернополя, Кіровограда, Івано-Франківська. Понад 7 тисяч музейних закладів краєзнавчого типу працюють на громадських засадах.
Серед провідних краєзнавчих музеїв України: Полтавський краєзнавчий музей, Закарпатський краєзнавчий музей, Білгород-Дністровський краєзнавчий музей,  Кримський краєзнавчий музей, а також Чернівецький, Житомирський та  Одеський краєзнавчі музеї.